# Primmelwitz
Primmelwitz ist ein Ortsteil von Treben im Landkreis Altenburger Land in Thüringen.

## Geografie
Der Weiler Primmelwitz befindet sich im Altenburg-Zeitzer Lößhügelland. Die Pleiße führt östlich an dem Ort vorbei. Südöstlich erodierte sie einen Prallhang, wodurch das dort liegende Gestein sichtbar wurde. An dieser Stelle befindet sich heute die Talsperre Windischleuba. Außerdem befindet sich im Süden des Ortes der 171,2 m hohe Zelbenberg. Angrenzende Orte sind im Norden Treben, im Nordosten Fockendorf und dessen Ortslage Kleintreben sowie im Süden Zschaschelwitz. Die nächstgelegene Stadt ist die Kreisstadt Altenburg in 7 km Entfernung.

## Geschichte
Am 1. November 1291 wurde der Ort erstmals urkundlich erwähnt. Trotz der späten urkundlichen Ersterwähnung ist der Ort sorbischen Ursprungs, was sich neben dem Ortsnamen noch an der Dorfform eines Rundlings erkennen lässt, welcher heute nahezu unverändert erhalten geblieben ist. Im Jahr 1445 bestand der Ort aus 5 Höfen, 1880 aus 3 Bauern- und 4 Handgütern sowie 4 weiteren Häusern. Im Jahr 2014 bestand Primmelwitz aus 6 Höfen und 9 weiteren Wohnhäusern.
Primmelwitz gehörte zum wettinischen Amt Altenburg, welches ab dem 16. Jahrhundert aufgrund mehrerer Teilungen im Lauf seines Bestehens unter der Hoheit folgender Ernestinischer Herzogtümer stand: Herzogtum Sachsen (1554 bis 1572), Herzogtum Sachsen-Weimar (1572 bis 1603), Herzogtum Sachsen-Altenburg (1603 bis 1672), Herzogtum Sachsen-Gotha-Altenburg (1672 bis 1826). Bei der Neuordnung der Ernestinischen Herzogtümer im Jahr 1826 kam der Ort wiederum zum Herzogtum Sachsen-Altenburg. Nach der Verwaltungsreform im Herzogtum gehörte er bezüglich der Verwaltung zum Ostkreis (bis 1900) bzw. zum Landratsamt Altenburg (ab 1900). Das Dorf gehörte ab 1918 zum Freistaat Sachsen-Altenburg, der 1920 im Land Thüringen aufging. 1922 kam es zum Landkreis Altenburg.
Am 1. Mai 1950 wurde Primmelwitz nach Treben eingemeindet. Durch Scherbenfunde am Zelbenberg konnte eine Wüstung lokalisiert werden. Sie wurde 1278 Celuben und 1374 Zcelluben geschrieben. Bereits Ende des 14. Jahrhunderts wird sie als wüst bezeichnet. Von ihr hat der Berg seinen Namen.

## Einwohnerentwicklung
Entwicklung der Einwohnerzahl von 1580 bis 1946:
| - 1580: 068 - 1672: 054 - 1833: 067 - 1871: 068 - 1900: 086 | - 1910: 106 - 1933: 119 - 1939: 127 - 1946: 151 |

## Wirtschaft
In Primmelwitz ist ein Hersteller von Echtholzhäusern, die Honka Blockhaus GmbH und ein Sanitärinstallateur ansässig.

## Verkehr
Der Ort liegt direkt an der Bundesstraße 93, die Altenburg mit Leipzig verbindet. Ungefähr 1 km westlich des Ortes in Trebanz befindet sich der Bahnhof Treben-Lehma an der Bahnstrecke Leipzig–Hof, der von der S-Bahn Mitteldeutschland bedient wird.

## Trivia
Aufgrund der orthografischen Ähnlichkeit von Primmel und Pimmel geschieht es immer wieder, dass an Ortseingangsschildern oder Hinweisschildern das r abgekratzt oder überklebt wird.